# ديفيد بن حسان
ديفيد بن هارون بن حسان (المعروف في المصادر الفرنسية باسم ديفيد حَسِّين) (مكناس 1727- مكناس 1792) كان واحدًا من أشهر الشعراء اليهود المغاربة وأحد أشهر الشخصيات في شعر البيوت (اللتروجي) [الإنجليزية]. انتشرت قصائده لدى السفاراديين. سافر إلى مجتمعات مختلفة في المغرب وأيضًا إلى جبل طارق، حيث لاقت قصائده استقبالًا جيدًا.
وهو مؤلف كتاب تهيلا لي داوود (أغنية داوود)، وهي مجموعة من القصائد الليتورجية والمرثيات التي ألهمت عددًا من المطربين اليهود المغاربة، وكتاب ميكومان شيل زباهم (مكان القرابين اليهودية [الإنجليزية])، وهو أبيات شعرية عن طقوس الذبح التي كانت تمارس في الهيكل القديم في القدس. تتضمن بعض قصائده اسمه في شكل أحرف أبجدية. يذكر موسى إدريجي [الإنجليزية] (1855) أنه رأى مخطوطة لأغنية داود أُرسلت من مكناس إلى زعماء الجالية اليهودية المغربية في لندن للنشر، حيث اعتبرَت المغرب حاضنة اليهود وقتئذٍ.
وكان أيضًا مؤلفًا للعديد من تفاسير الكتاب المقدس.[بحاجة لمصدر]

## روابط خارجية
- علم الأنساب لوبتري